# Dona nobis pacem

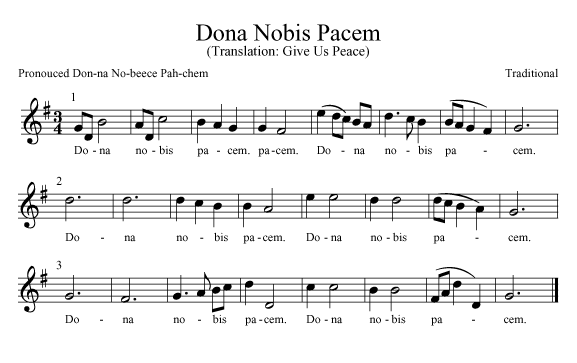
Le chant Dona nobis pacem

Dona nobis pacem (en latin "Accorde-nous la paix") est une phrase tirée de l'Agnus Dei, prière de la messe catholique latine.

## Description
L'expression, prise isolément, a été reprise dans un certain nombre d'œuvres musicales, dont les suivantes :
- Dona nobis pacem, un canon traditionnel, dont la musique est parfois attribuée à Mozart, dans sa Messe du Couronnement
- la cantate Dona nobis pacem de Ralph Vaughan Williams (composée en 1936 et créée le 2 octobre de la même année)[1].
- le troisième mouvement de la Symphonie Liturgique d'Arthur Honegger (1945)
- inclus dans l'album de Noël de Bobby Darin, The 25th Day of December (1960)
- dans Present from Nancy du groupe néerlandais Supersister (1970)
- interprétée par des membres de la distribution (en tant que chorale impromptue) dans l'épisode de Noël 1978 de M*A*S*H, Dear Sis
- à la fin de Pray Your Gods de Toad the Wet Sprocket (1992)
- le bassiste Michael Manring interprète une version instrumentale de la compilation Windham Hill A Winter's Solstice IV (1993)
- David Fanshawe, sur l'enregistrement de l'album African Sanctus (1994)
- inclus dans un arrangement de I Heard the Bells on Christmas Day enregistré par Wayne Watson One Christmas Eve (1994)
- œuvre pour chœur et orchestre du compositeur letton, Pēteris Vasks (1996)
- le clarinettiste Richard Stoltzman interprète une chanson sur la compilation The Carols of Christmas de Windham Hill (1996)
- 2 titres de l'album Adiemus V : Vocalise, de Karl Jenkins (2003)
- morceau 12 de l'album Whiskey Tango Ghosts, par Tanya Donelly (2004)
- dans l'album No Boundaries de Ladysmith Black Mambazo (2006)
- la phrase est répétée dans la chanson Old City (Instrumental) de l'album Instrumentals by the Shanghai Restoration Project (2008)
- titre d'un morceau de la partition de Max Richter pour la série The Leftovers de HBO
- titre d'une composition de Jacques Berthier (pour la communauté de Taizé)
- pièce pour chœur d'enfants a cappella du compositeur finlandais Esa-Pekka Salonen (2010)[2].

Dans d'autres domaines artistiques :
- expression citée à plusieurs reprises dans le roman de Graham Greene, Le Rocher de Brighton (1938), par son antihéros Pinkie Brown
- utilisée dans cet autre roman de Graham Greene, Les Comédiens (1966)
- utilisée par le Docteur - saison 4, épisode 6 de Doctor Who, The Poison Sky - lorsqu'il parle en code à Donna Noble qui est piégée sur le TARDIS par les Sontariens. (Original airdate : 3 May 2008)
- le titre d'une composition de Motoi Sakuraba dans le jeu vidéo Tales of Destiny 2
- Sœur Steven, un personnage de la bande dessinée 9 Chickweed Lane utilise cette phrase à plusieurs reprises lorsque sa patience est mise à rude épreuve.